# Hugo de Francia
Hugo de Francia (1007 - 17 de septiembre de 1025) fue correy de Francia bajo su padre, Roberto II de Francia, desde 1017 hasta su muerte en 1025.

## Biografía
Pertenecía a la casa de los Capetos, hijo mayor de Roberto II con su tercera esposa, Constanza de Arlés. Hugo Capeto, quien inicia la dinastía en el trono de los francos, había asegurado la sucesión al trono del reino al tener un hijo, Roberto II, a quien asocia al trono y sería su legítimo sucesor. Padre e hijo gobernaron juntos como corregentes a partir de entonces hasta la muerte de Hugo Capeto.
A instancias de su esposa, Roberto II imita a su padre y asocia a su hijo al trono entre los días 9 y 19 de junio. Cuando asumió la mayoría de edad, se rebeló contra su padre, y muere en el transcurso de la rebelión, tal vez de una caída de su caballo en Compiègne entre 1025 y 1026, con apenas 18 años de Edad. Tras su muerte le sucedió su hermano Enrique I de Francia como rey asociado y sucede a su padre en 1031.
Constanza de Arlés, reina de Francia por su casaminento con Roberto II, donó a la abadía de Compiègne un importante dominio en Verberie para el descanso final de su hijo Hugo, que fue enterrado en la abadía de Saint-Corneille, donde había sido consagrado.